# Razdrto (Postojna, Slovenija)
Razdrto je naselje u slovenskoj Općini Postojni. Razdrto se nalazi u pokrajini Notranjskoj i statističkoj regiji Notranjsko-kraškoj. 

## Stanovništvo
Prema popisu stanovništva iz 2002. godine naselje je imalo 168 stanovnika.